# Колосов, Григорий Никифорович
Григорий Никифорович Колосов (18 ноября 1926 — ?) — советский футболист, полузащитник, тренер.
В 1948—1950 годах играл за «Сталь»/«Металлург» Константиновка, в 1953 — за «Машиностроитель» Днепропетровск в КФК. В 1953—1954 годах выступал в составе «Металлурга» Днепропетровск в классе «Б». В 1954 году сыграл 22 матча в первенстве, забил три гола, участник полуфинала Кубка СССР. В КФК играл за «Металлург» Орджоникидзе (1957), «Металлург» Никополь (1958, 1960). В 1961 году играл за «Трубник» Никополь.
В 1962 году — старший тренер «Авангарда» Орджоникидзе. В 1966 — администратор, в 1967, 1970 — тренер «Трубника».